# Bivalve
Bivalvele (Bivalvia) sau lamelibranhiatele (Lamellibranchiata sau Pelecypoda) cuprind o clasă de moluște marine și de apă dulce, care au corpuri delimitate de un înveliș format din două părți articulate comprimate lateral. Ele nu au nici cap, și, de asemenea, lipsește și radula. Bivalvele includ scoici, stridii, midii, etc., precum și numeroase familii care trăiesc în apa sărată, și un număr de familii care trăiesc în apa dulce. Majoritatea dispun de un „filtru” care le ajută la alimentare. Branhiile au evoluat în ctenidie, care este un organ de hrănire și respirație specializat. Cele mai multe bivalve se îngroapă în sedimente, aici acestea fiind relativ sigure din partea prădătorilor. Alte specii se atașează pe fundul mării sau de pietre ori alte suprafețe dure. Câteva subgrupuri se găsesc în lemn, lut sau piatră și/sau trăiesc în interiorul acestor substanțe. Unele bivalve, cum ar fi scoicile, pot înota.